# Kanton Doué-en-Anjou
Der Kanton Doué-en-Anjou (früher Doué-la-Fontaine) ist seit 1790 ein französischer Wahlkreis im Arrondissement Saumur im Département Maine-et-Loire und in der Region Pays de la Loire; sein Hauptort ist Doué-en-Anjou. 

## Historische Entwicklung
Bei der Umorganisation der Kantone im Jahr 2015 wurden die Gemeinden der früheren Kantone Montreuil-Bellay und Gennes weitgehend übernommen.

## Gemeinden
Der Kanton besteht aus 19 Gemeinden und Gemeindeteilen mit insgesamt 34.869 Einwohnern (Stand: 1. Januar 2022) auf einer Gesamtfläche von 606,78 km²:
| Gemeinde                | Einwohner 1. Januar 2022 | Fläche km² | Dichte Einw./km² | Code INSEE | Postleitzahl | Arrondissement |
| ----------------------- | ------------------------ | ---------- | ---------------- | ---------- | ------------ | -------------- |
| Antoigné                | 450                      | 17,87      | 25               | 49009      | 49260        | Saumur         |
| Bellevigne-les-Châteaux | 3.450                    | 35,10      | 98               | 49060      | 49260        | Saumur         |
| Brissac Loire Aubance   | 1.355                    | 20,37      | 67               | 49050      | 49250, 49320 | Angers         |
| Brossay                 | 348                      | 4,79       | 73               | 49053      | 49700        | Saumur         |
| Cizay-la-Madeleine      | 473                      | 19,29      | 25               | 49100      | 49700        | Saumur         |
| Courchamps              | 530                      | 6,99       | 76               | 49113      | 49260        | Saumur         |
| Dénezé-sous-Doué        | 442                      | 23,77      | 19               | 49121      | 49700        | Saumur         |
| Doué-en-Anjou           | 11.227                   | 148,55     | 76               | 49125      | 49700        | Saumur         |
| Épieds                  | 719                      | 26,99      | 27               | 49131      | 49260        | Saumur         |
| Gennes-Val-de-Loire     | 5.003                    | 105,54     | 47               | 49261      | 49320, 49350 | Saumur         |
| Le Coudray-Macouard     | 935                      | 13,40      | 70               | 49112      | 49260        | Saumur         |
| Le Puy-Notre-Dame       | 1.089                    | 16,04      | 68               | 49253      | 49260        | Saumur         |
| Les Ulmes               | 553                      | 8,10       | 68               | 49359      | 49700        | Saumur         |
| Louresse-Rochemenier    | 895                      | 25,82      | 35               | 49182      | 49700        | Saumur         |
| Montreuil-Bellay        | 3.716                    | 48,96      | 76               | 49215      | 49260        | Saumur         |
| Saint-Just-sur-Dive     | 386                      | 7,24       | 53               | 49291      | 49260        | Saumur         |
| Saint-Macaire-du-Bois   | 442                      | 13,06      | 34               | 49302      | 49260        | Saumur         |
| Tuffalun                | 1.734                    | 39,42      | 44               | 49003      | 49700        | Saumur         |
| Vaudelnay               | 1.122                    | 25,48      | 44               | 49364      | 49260        | Saumur         |
| Kanton Doué-en-Anjou    | 34.869                   | 606,78     | 57               | 4914       | –            | –              |

1. ↑   Nur die Fläche der zwei ehemaligen Gemeinden Chemellier und Coutures, der Rest gehört zum Kanton Les Ponts-de-Cé
2. ↑   Ohne die Fläche der zwei ehemaligen Gemeinden Les Rosiers-sur-Loire und Saint-Martin-de-la-Place, diese gehören zum Kanton Longué-Jumelles.

Bis zur landesweiten Neugliederung der Kantone 2015 bestand der Kanton Doué-en-Anjou aus zwölf Gemeinden: Brigné, Concourson-sur-Layon, Dénezé-sous-Doué, Doué-la-Fontaine (Hauptort), Forges, Louresse-Rochemenier, Martigné-Briand, Meigné, Montfort, Saint-Georges-sur-Layon, Les Ulmes und Les Verchers-sur-Layon. Er besaß vor 2015 einen anderen INSEE-Code als heute, nämlich 4913.

## Veränderungen im Gemeindebestand seit 2015
2019:
- Fusion Chacé (Kanton Saumur), Brézé und Saint-Cyr-en-Bourg → Bellevigne-les-Châteaux (Kanton Saumur und Kanton Doué-la-Fontaine)

2018:
- Fusion Gennes-Val de Loire, Les Rosiers-sur-Loire (Kanton Longué-Jumelles) und Saint-Martin-de-la-Place (Kanton Longué-Jumelles) → Gennes-Val de Loire

2016: 
- Fusion Brissac-Quincé (Kanton Les Ponts-de-Cé), Charcé-Saint-Ellier-sur-Aubance (Kanton Les Ponts-de-Cé), Chemellier, Coutures, Les Alleuds (Kanton Les Ponts-de-Cé), Luigné (Kanton Les Ponts-de-Cé), Saint-Rémy-la-Varenne (Kanton Les Ponts-de-Cé), Saint-Saturnin-sur-Loire (Kanton Les Ponts-de-Cé), Saulgé-l’Hôpital (Kanton Les Ponts-de-Cé) und Vauchrétien (Kanton Les Ponts-de-Cé) → Brissac Loire Aubance
- Fusion Brigné, Concourson-sur-Layon, Doué-la-Fontaine, Forges, Les Verchers-sur-Layon, Meigné, Montfort und Saint-Georges-sur-Layon,  → Doué-en-Anjou
- Fusion Chênehutte-Trèves-Cunault, Gennes, Grézillé, Le Thoureil und Saint-Georges-des-Sept-Voies,  → Gennes-Val de Loire
- Fusion Ambillou-Château, Louerre und Noyant-la-Plaine,  → Tuffalun

## Bevölkerungsentwicklung
| 1962   | 1968   | 1975   | 1982   | 1990   | 1999   | 2008   |
| ------ | ------ | ------ | ------ | ------ | ------ | ------ |
| 11.407 | 12.322 | 12.394 | 12.586 | 13.186 | 13.538 | 14.334 |